# Fritz Wolfgang London
Fritz Wolfgang London (7 març 1900, Breslau, Alemanya, actualment Wrocław, Polònia — 30 març 1954, Durham, Carolina del Nord, EUA) fou un destacat físic alemany, nacionalitzat estatunidenc, que realitzà importants treballs en el camps de la química quàntica i en els fenòmens quàntics macroscòpics com són la superconductivitat i la superfluïdesa.

## Vida
London era fill de Franz London, professor de matemàtiques a Breslau i, després a Bonn, i de Luise Hamburger, filla d'un fabricant de roba. Tenia un germà més jove, Heinz. Eren una família jueva cultivada i pròspera que es veié greument afectada per la mort prematura del pare el 1917. London estudià l'educació secundària a Bonn, on rebé una educació clàssica, i la superior a les universitats de Bonn, Frankfurt del Main, i Múnic. Inicialment s'inclinà per estudiar filosofia i s'hi doctorà el 1921 a Múnic amb nota summa cum laude. Fou professor a centres de secundària a diversos llocs d'Alemanya i, el 1925 decidí estudiar física teòrica amb Arnold Sommerfeld a la universitat de Múnic. Després treballà amb Erwin Schrödinger a la Universitat de Zúric, a Suïssa, i a la Universitat de Berlin, on fou destituït com a professor pel règim nazi per ser jueu el 1933. Després de diversos anys a la Universitat d'Oxford a Anglaterra i a l'Institut Henri Poincaré de París, es traslladà el 1939 als Estats Units com a professor de química i, també de física a partir del 1949, a la Universitat de Duke, a Durham, Carolina del Nord. El 1945 es nacionalitzà ciutadà estatunidenc.

## Obra

Enllaç covalent entre dos àtoms d'hidrogen

El 1927, juntament amb el físic irlandès alemany Walter Heitler, publicà la primera explicació mecano-quàntica de l'enllaç covalent de la molècula de dihidrogen, H₂, essent la primera teoria quàntica de l'enllaç covalent (teoria d'enllaç de valència). Continuà durant diversos anys treballant en la teoria d'enllaç. El 1928 formulà una descripció de les reaccions químiques com a processos d'activació, i el 1930 amb Robert Karl Eisenschitz dirigí la seva atenció a la teoria quàntica de les forces intermoleculars. London realitzà, després, tractaments més simples i aplicats. Aconseguí explicar la interacció que es produeix entre molècules apolars gràcies a la formació de dipols instantanis que indueixen altres dipols en molècules properes la qual cosa dona lloc a una interacció entre ambdues molècules mitjançant pols oposats. Aquestes forces s'anomenen forces de dispersió de London.
Després centrà la seva atenció als fenòmens de baixa temperatura de la superconductivitat i la superfluïdesa, que entén com efectes quàntics macroscòpics. Amb el seu germà, Heinz, desenvolupà la primera teoria de la superconductivitat el 1935, que depèn fonamentalment de l'existència d'una bretxa d'energia en estats electrònics. També suggerí que la distribució de Bose-Einstein és responsable de la superfluïdesa i predí la quantificació de flux magnètic.